# 3-я армия (Германская империя)
Не следует путать с 3-й немецкой армией во Второй мировой войне
3-я армия (нем. 3. Armee) — германская армия, принимавшая участие в Первой мировой войне.

## Боевой путь
3-я армия под командованием Макса фон Хаузена с началом Первой мировой войны участвовала в Пограничном сражении. Особо отличилась в боях при Динане и Шарлеруа. Также подразделения 3-й армии участвовали в боях за Реймс в ходе которых город был сильно разрушен. Армия участвовала в битвах на Марне и на Эне. Подразделения 3-й армии успешно отражали все наступательные операции союзников в 1915 году. Также армия принимала активное участие в битве Нивеля. 3-я армия участвовала в весеннем наступлении и понесла тяжёлые потери в конце 1918 года в боях с американской армией.